# Glochidion symingtonii
Glochidion symingtonii är en emblikaväxtart som beskrevs av Airy Shaw. Glochidion symingtonii ingår i släktet Glochidion och familjen emblikaväxter. IUCN kategoriserar arten globalt som sårbar. Inga underarter finns listade i Catalogue of Life.